# Antimaque Ier
Pour les articles homonymes, voir Antimaque.
Antimaque Ier Théos est un roi gréco-bactrien qui a régné d'environ 185 à 175 av. J.-C.

## Biographie
Il organise une dyarchie : en tant que roi principal, il gouverne directement la Bactriane, associé à ses deux fils Eumène et Antimaque II d'après le parchemin d'Asangorna. Antimaque Ier coopte Apollodote Ier pour gouverner les territoires indiens. Ni l'un, ni l'autre ne semble avoir de liens familiaux avec les Euthydémides. En revanche, Ménandre, très probablement fils d'Apollodote, a épousé Agathocléia qui, d'après son nom, pourrait avoir été une fille d'Agathocle. Ainsi Antimaque a su récupérer un proche d'Agathocle, qui avait probablement une bonne connaissance de l'Inde, pour en faire un roi associé chargé du gouvernement de l'Inde grecque. Une nouvelle ère est fondée en 186/185 av. J.-C.. On sait déjà par le parchemin d'Amphipolis, que l'avènement d'Antimaque Ier Théos a été une ère utilisée longtemps après sa mort. La refondation et la complète réorganisation politique, religieuse et économique de l'Empire gréco-bactrien opérées par Antimaque et Apollodote justifient le choix d'une nouvelle ère : cette ère indo-grecque de 186-5 av. J.-C. est vraisemblablement celle de l'avènement d'Antimaque.

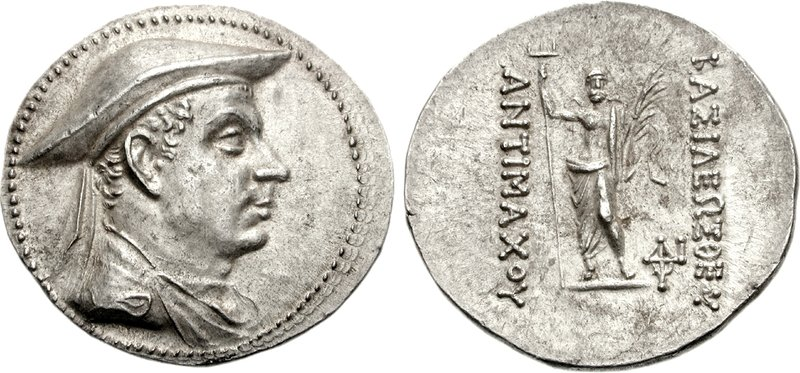
Pièce d'argent d'Antimaque. Face : Profil d'Antimaque ; revers : Poséidon, avec légende en grec BASILEOS THEOU ANTIMACHOU « du Roi-Dieu Antimaque ».
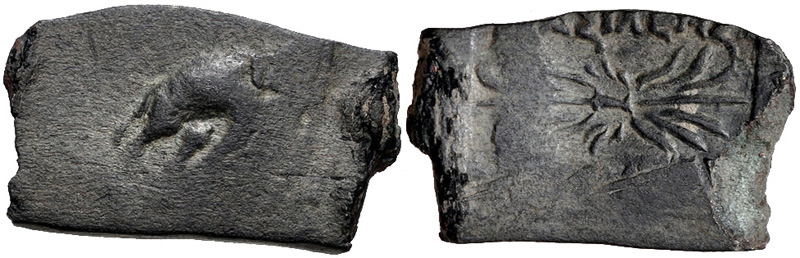
Pièce de standard indien à l'effigie d'Antimaque.
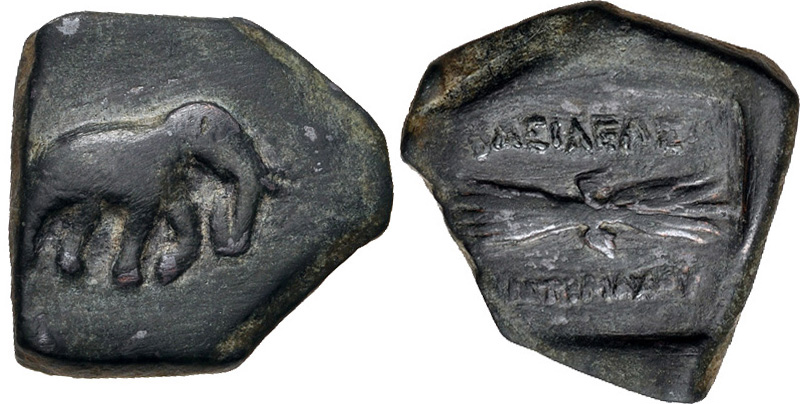
Pièce de standard indien à l'effigie d'Antimaque.
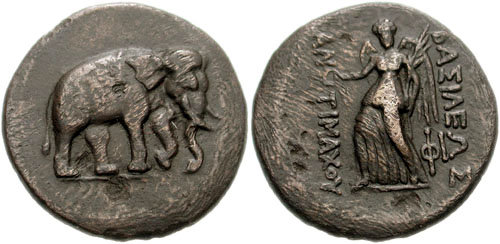
Pièce d'Antimaque à l'effigie d'Antimaque.
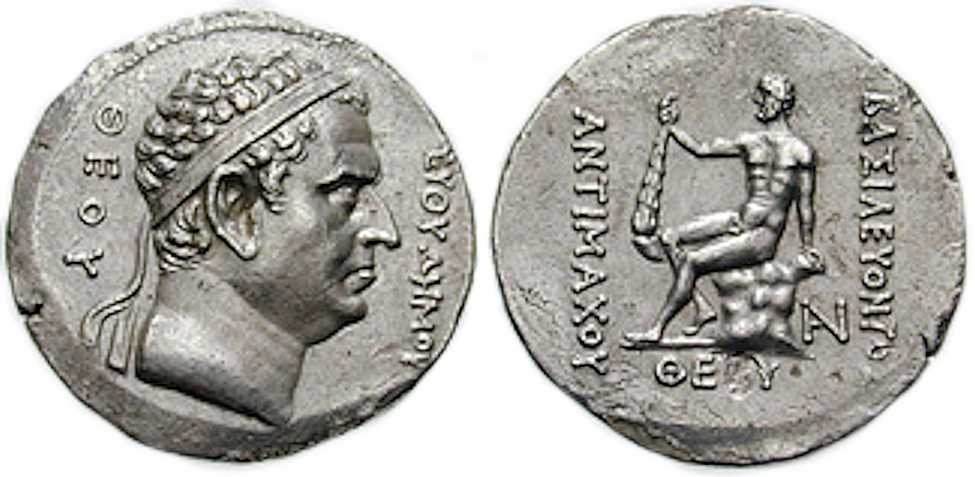
Pièce commémorative d'Antimaque, avec au revers la mention Théos, « le Dieu ».